# Laurent Théveny
Laurent Théveny, né le 24 avril 1845 à Plancy (Aube) et mort le 14 septembre 1927 à Plancy, est un homme politique français.

## Biographie
Médecin, il est conseiller général en 1886 et président du conseil général de 1889 à 1910. Il est député de l'Aube de 1910 à 1927, inscrit au groupe de la Gauche démocratique.

## Sources
- « Laurent Théveny », dans le Dictionnaire des parlementaires français (1889-1940), sous la direction de Jean Jolly, PUF, 1960 [détail de l’édition]